# Guglielmo Riavis
Guglielmo Riavis (Klagenfurt, 13 aprile 1917 – 10 settembre 1987) è stato un architetto e pittore italiano.

## Biografia
Nasce nel 1917, terzo di undici figli. Dopo l'esilio austriaco, durante la prima guerra mondiale, fa ritorno a Gorizia con tutta la famiglia. Il padre Fiore Riaviz (il cognome della famiglia verrà italianizzato nel 1929) trova lavoro nel capoluogo isontino come tranviere e già alla fine degli anni venti del XX secolo il giovane Guglielmo dimostra grandi attitudini artistiche vincendo, a soli quindici anni, due primi premi di pittura. Ottenuto il diploma alla scuola di avviamento professionale si iscrive come privatista al Liceo Artistico di Venezia e successivamente, nel 1946, si laurea in Architettura presso l'Ateneo lagunare. Nel 1941 viene chiamato alle armi e in piena guerra, nel 1943, si sposa a Gorizia con Gabriella Copparoni e subito sarà trasferito prima nella caserma di Villa Vicentina e poi in Corsica, come ufficiale del Genio.
Nel 1945 fa ritorno a Gorizia ma passerà lì pochi mesi poiché sarà immediatamente inviato, a seguito dell'Esercito Italiano, a Napoli e infine a Moncalieri; solo nel 1946 ritornerà stabilmente nella sua città. La sua carriera ha inizio come grafico, pittore ed esperto di design di interni. Nel 1950 ottiene l'abilitazione all'insegnamento e diventa professore di disegno, prima al Magistero della Donna di Gorizia e, a breve distanza, insegnante alla Scuola Regionale dei Corsi di Merletto sezione di Gorizia, della quale è anche uno dei fondatori: sarà proprio Riavis a rivoluzionare il classico merletto bianco o écru con l'introduzione del colore. 
Si dedicherà, per tutta l'esistenza, anche alla pittura sia come acquerellista sia come esperto dell'arte dell'affresco, alcune sue opere sono tutt'oggi ben visibili in alcune vie del capoluogo isontino.
Inizia l'attività di architetto intorno al 1955, partecipando insieme agli architetti Giordano Malni e Lidia Cinti Greggio al grande progetto della nuova sede centrale della Cassa di Risparmio di Gorizia. La sua opera nel campo architettonico conta circa seicento lavori, compresi gli interventi di restauro e di recupero. Collaborerà per tre decenni nella Commissione Edilizia Comunale, anche come presidente, e dal 1958 al 1985 parteciperà in modo attivo e costante ai lavori della Commissione Arte Sacra, della quale sarà presidente per oltre vent'anni. Tra le sue opere più significative vanno citate: il restauro del Mercato coperto di Gorizia, dell'interno del Municipio di Gorizia, di numerosi alberghi del capoluogo isontino (come l'albergo "Alla Transalpina"), della Camera di Commercio e degli interni di Villa Coronini Cromberg; la progettazione e realizzazione del nuovo oratorio della parrocchia di San Rocco in Gorizia, della Chiesa Parrocchiale di Sant'Anna a Gorizia, del primo palazzo multipiano della città, delle case degli esuli istriani nel quartiere Sant'Anna e delle case popolari nel quartiere Sant'Andrea di Gorizia, della Chiesa dedicata a San Giuseppe Artigiano nel quartiere Straccis e di quella dedicata a Maria Madre della Chiesa nel quartiere della Campagnuzza, nonché della Chiesa di San Marco Evangelista nel Villaggio del Pescatore; numerose ristrutturazioni di presbiteri delle Chiese dell'Arcidiocesi di Gorizia (rifacimenti dovuti alle nuove norme introdotte dal Concilio Vaticano II), come la Cattedrale di Gorizia, il Duomo di Gradisca d'Isonzo, la Chiesa Parrocchiale di San Floriano del Collio, la Chiesa Parrocchiale di Giasbana e di San Dorligo della Valle, la medioevale chiesa dedicata all'Assunta di Farra d'Isonzo, la Cappella e l'annessa sacrestia delle Madri Misericordiose Orsoline di Gorizia, quella delle Suore della Provvidenza (ex Scuola Convitto) e quella delle Suore di San Vincenzo de Paoli in via della Bona. Sarà artefice inoltre del restauro di numerose ville mitteleuropee nella città di Gorizia e in Provincia: villa de Baguer, villa Caneparo, villa Orzan, villa Mulino, villa Ferluga a Cormòns.
Il Presidente della Repubblica Francesco Cossiga lo nominerà Cavaliere del Lavoro e Papa Giovanni Paolo II gli conferirà il titolo di Cavaliere di San Silvestro Papa per i grandi meriti acquisti nel campo dell'architettura sacra e civile.
Guglielmo Riavis muore il 10 settembre 1987, dopo lunga malattia, le esequie verranno celebrate nella Chiesa di Sant'Anna che lo stesso Riavis aveva progettato quasi vent'anni prima.